# Ioxilan
Ioxilan là một thuốc cản quang chẩn đoán. Nó được tiêm tĩnh mạch trước khi chụp ảnh tia X để tăng độ tương phản động mạch trong hình ảnh cuối cùng. Nó được bán trên thị trường dưới tên thương mại Oxilan bởi Guerbet, LLC 